# Konstantinos Koulierakis
Konstantinos Koulierakis (Grieks: Κωνσταντίνος Κουλιεράκης; Chania, 28 november 2003) is een Grieks voetballer die doorgaans speelt als centrale verdediger. In augustus 2024 verruilde hij PAOK Saloniki voor VfL Wolfsburg. Koulierakis maakte in 2022 zijn debuut in het Grieks voetbalelftal.

## Clubcarrière
Koulierakis speelde vanaf 2017 in de jeugdopleiding van PAOK Saloniki. Tijdens de voorbereiding op het seizoen 2022/23 mocht hij zich melden bij het eerste elftal. Zijn professionele debuut maakte de verdediger op 20 augustus 2022, toen in de Super League met 1–0 van Panetolikos gewonnen werd door een doelpunt van Brandon Thomas. Koulierakis mocht van coach Răzvan Lucescu in de basisopstelling beginnen en hij speelde het gehele duel. Zijn contract werd in december 2022 opengebroken en verlengd tot eind 2026. Ruim een maand later, op 30 januari 2023, maakte hij voor het eerst een officieel doelpunt. Na twee treffers van Tiago Dantas zorgde de verdediger voor de derde PAOK-treffer tegen Levadiakos, mede waardoor uiteindelijk met 3–2 gewonnen werd. Koulierakis kroonde zich aan het einde van het seizoen 2023/24 met PAOK tot Grieks landskampioen.
Op 20 augustus 2024 werd hij voor een bedrag van circa 11,75 miljoen euro aangetrokken door VfL Wolfsburg. De Duitse club zou hem pas definitief overnemen na de play-offwedstrijden voor de UEFA Europa League die PAOK nog moest spelen tegen Shamrock Rovers. De Grieken wonnen het tweeluik, waarna Koulierakis naar Wolfsburg verkaste.

## Clubstatistieken
| Seizoen | Club          | Competitie   | Competitie | Competitie | Beker | Beker | Internationaal | Internationaal | Totaal | Totaal |
| Seizoen | Club          | Competitie   | Wed.       | Dlp.       | Wed.  | Dlp.  | Wed.           | Dlp.           | Wed.   | Dlp.   |
| ------- | ------------- | ------------ | ---------- | ---------- | ----- | ----- | -------------- | -------------- | ------ | ------ |
| 2022/23 | PAOK Saloniki | Super League | 25         | 2          | 5     | 0     | 0              | 0              | 30     | 2      |
| 2023/24 | PAOK Saloniki | Super League | 22         | 1          | 1     | 0     | 14             | 3              | 37     | 4      |
| 2024/25 | PAOK Saloniki | Super League | 0          | 0          | 0     | 0     | 5              | 3              | 5      | 3      |
| 2024/25 | VfL Wolfsburg | Bundesliga   | 2          | 0          | 0     | 0     | —              | —              | 2      | 0      |
| Totaal  | Totaal        | Totaal       | 49         | 3          | 6     | 0     | 19             | 6              | 74     | 9      |

Bijgewerkt op 27 september 2024.

## Interlandcarrière
Koulierakis maakte zijn debuut in het Grieks voetbalelftal op 17 november 2022, toen een vriendschappelijke wedstrijd gespeeld werd tegen Malta. Namens dat land scoorden Jurgen Degabriele en Teddy Teuma, maar door Griekse treffers van Anastasios Bakasetas en Taxiarchis Fountas werd met 2–2 gelijkgespeeld. Koulierakis moest van bondscoach Gustavo Poyet op de reservebank beginnen en hij mocht in de rust invallen voor Giorgos Tzavelas.
| Interlands van Konstantinos Koulierakis voor Griekenland | Interlands van Konstantinos Koulierakis voor Griekenland | Interlands van Konstantinos Koulierakis voor Griekenland | Interlands van Konstantinos Koulierakis voor Griekenland | Interlands van Konstantinos Koulierakis voor Griekenland | Interlands van Konstantinos Koulierakis voor Griekenland | Interlands van Konstantinos Koulierakis voor Griekenland |
| №                                                        | Datum                                                    | Wedstrijd                                                | Uitslag                                                  | Competitie                                               | Goals                                                    |                                                          |
| Als speler bij PAOK Saloniki                             | Als speler bij PAOK Saloniki                             | Als speler bij PAOK Saloniki                             | Als speler bij PAOK Saloniki                             | Als speler bij PAOK Saloniki                             | Als speler bij PAOK Saloniki                             | Als speler bij PAOK Saloniki                             |
| -------------------------------------------------------- | -------------------------------------------------------- | -------------------------------------------------------- | -------------------------------------------------------- | -------------------------------------------------------- | -------------------------------------------------------- | -------------------------------------------------------- |
| 1                                                        | 17 november 2022                                         | Malta – Griekenland                                      | 2 – 2                                                    | Vriendschappelijk                                        |                                                          |                                                          |
| 2                                                        | 19 juni 2023                                             | Frankrijk – Griekenland                                  | 1 – 0                                                    | EK 2024 kwalificatie                                     |                                                          |                                                          |
| 3                                                        | 7 september 2023                                         | Nederland – Griekenland                                  | 3 – 0                                                    | EK 2024 kwalificatie                                     |                                                          |                                                          |
| 4                                                        | 13 oktober 2023                                          | Ierland – Griekenland                                    | 0 – 2                                                    | EK 2024 kwalificatie                                     |                                                          |                                                          |
| 5                                                        | 16 oktober 2023                                          | Griekenland – Nederland                                  | 0 – 1                                                    | EK 2024 kwalificatie                                     |                                                          |                                                          |
| 6                                                        | 11 juni 2024                                             | Malta – Griekenland                                      | 0 – 2                                                    | Vriendschappelijk                                        |                                                          |                                                          |
| Als speler bij VfL Wolfsburg                             |                                                          |                                                          |                                                          |                                                          |                                                          |                                                          |
| 7                                                        | 7 september 2024                                         | Griekenland – Finland                                    | 3 – 0                                                    | Nations League 2024/25                                   |                                                          |                                                          |
| 8                                                        | 10 september 2024                                        | Ierland – Griekenland                                    | 0 – 2                                                    | Nations League 2024/25                                   |                                                          |                                                          |

Bijgewerkt op 27 september 2024.

## Erelijst
| Super League | 1 | 2023/24 |